# Zinnia microglossa
Zinnia microglossa là một loài thực vật có hoa trong họ Cúc. Loài này được (DC.) McVaugh miêu tả khoa học đầu tiên năm 1984.